# Kazimierz Serocki
Kazimierz Serocki (3. marts 1922 i Torun, Polen – 9. januar 1981 i Warszawa, Polen) var en polsk komponist.
Serocki studerede efter endt højskoletid komposition hos Nadia Boulanger i Paris.
Han komponerede i neo-klassisk og senere i seriel stil, han var eksperimentalist, og han hørte til den nye moderne skole i Polen. 
Serocki har komponeret 2 symfonier, orkesterværker, kammermusik, og vokalværker.

## Udvalgte værker
- Symfoni nr. 1 (1952) - for orkester
- Symfoni nr. 2 (1953) - for sopran, baryton, blandet kor og orkester
- "Symfoniske fresker" (1964) - for orkester
- "Symfonisk scherzo" (1947) - for orkester
- Sinfonietta (1956) - for 2 strygeorkestre
- "Triptykon" (1948) - for kammerorkester
- Klaverkoncert "Romantisk" (1950) - for klaver og orkester
- "Digte" (1969) -(4 sange) - for sopran og kammerorkester